# Sant Vicenç de Rià
Sant Vicenç de Rià és l'església parroquial del poble de Rià, de la comuna nord-catalana de Rià i Cirac, a la comarca del Conflent.
L'església no és pròpiament dins del nucli de la Lliça, sinó davant a migdia de la població, un pèl separada. Antigament tenia en el seu entorn el cementiri, que modernament ha estat traslladat més cap a llevant.

## Història

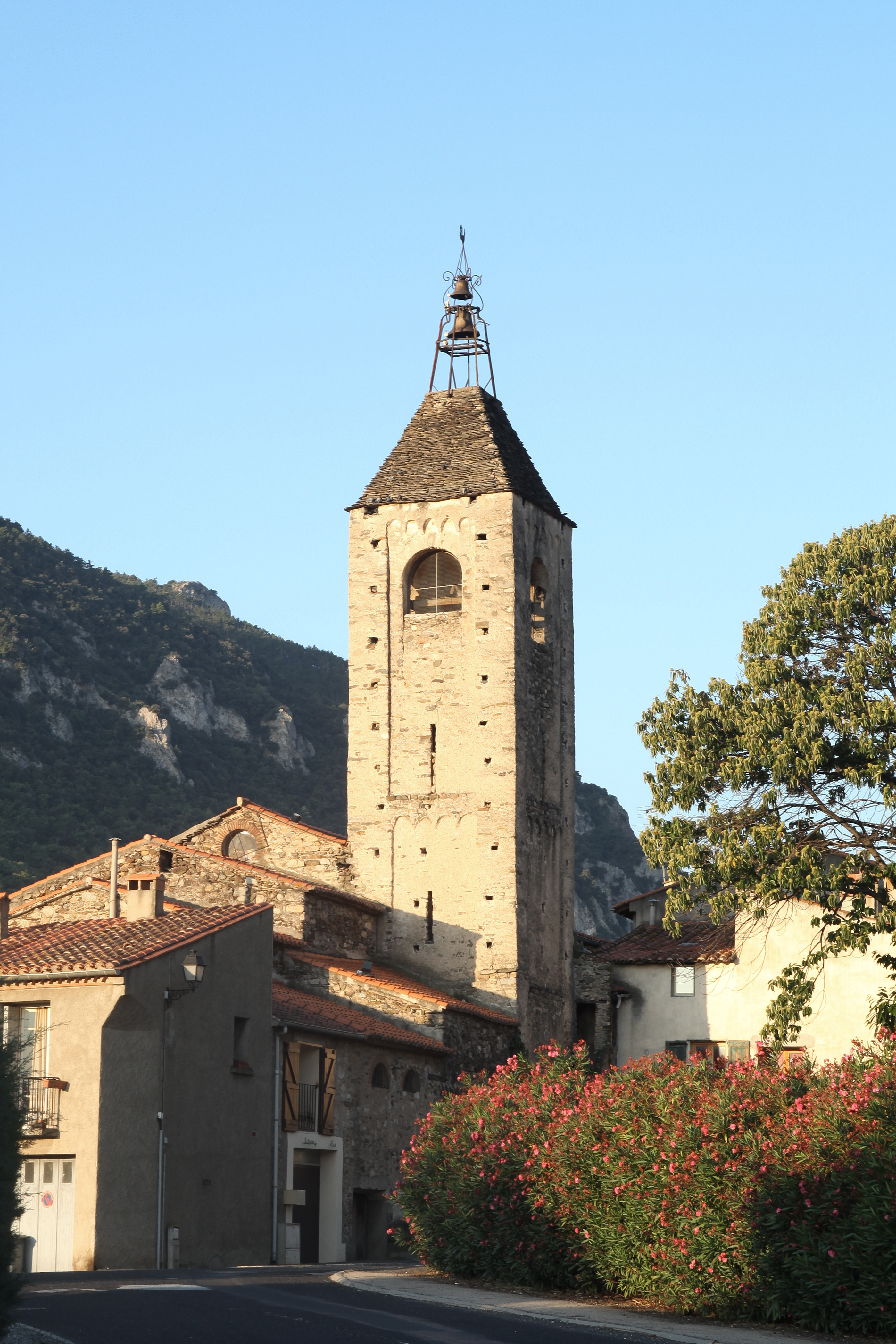
Campanar romànic de Rià

Pertangué a l'abadia de Cuixà des del 1134, de resultes d'un intercanvi que feren el bisbe d'Elna Udalgar de Castellnou i l'abat Gregori, pel qual el bisbe cedia Sanctii Vicentii de Arriano a canvi dels drets que Cuixà tenia sobre Santa Maria d'Espirà de l'Aglí.
Sant Vicenç va ser declarada monument històric de França l'11 de setembre del 1964.

## Característiques

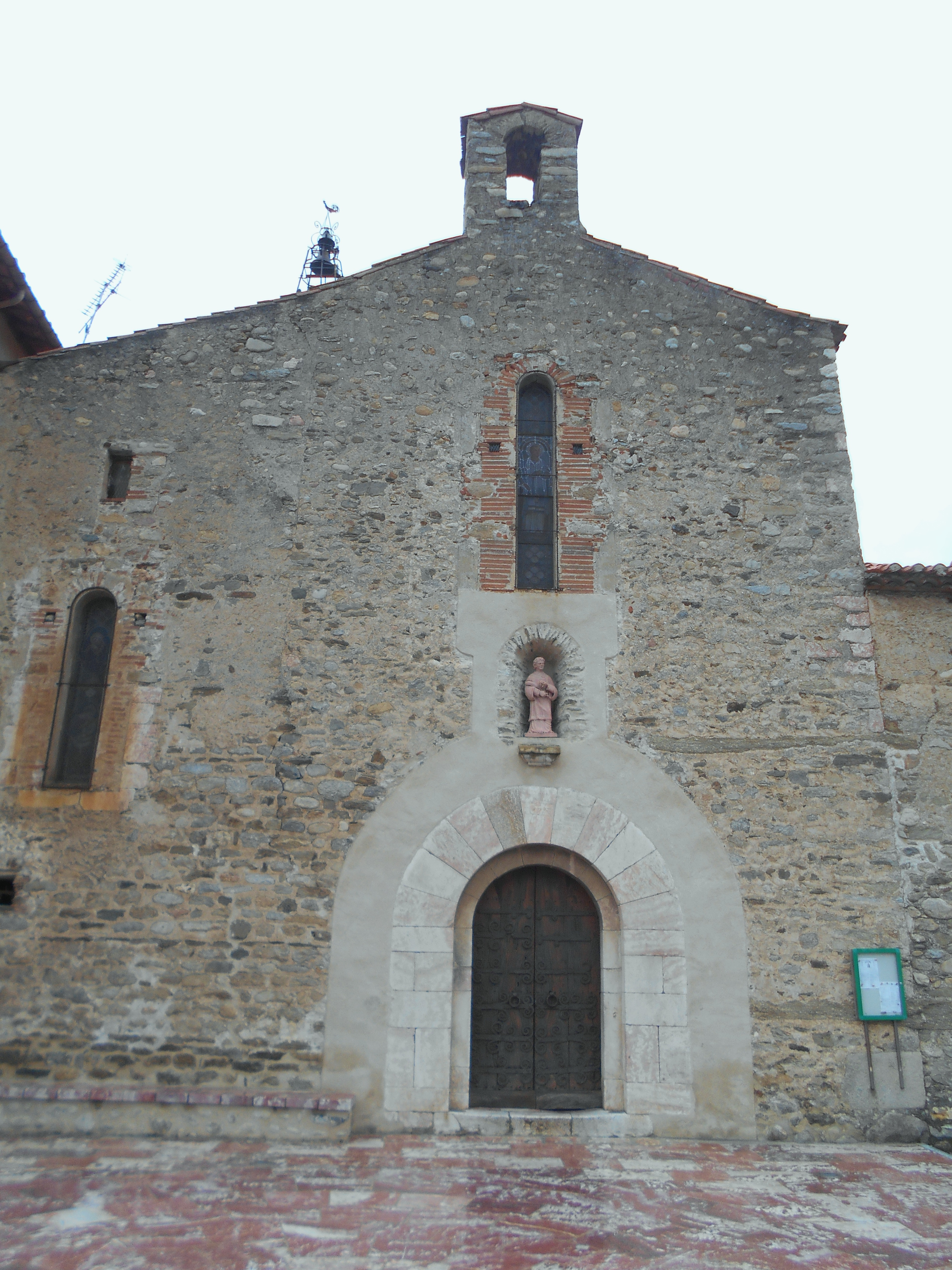
Façana occidental

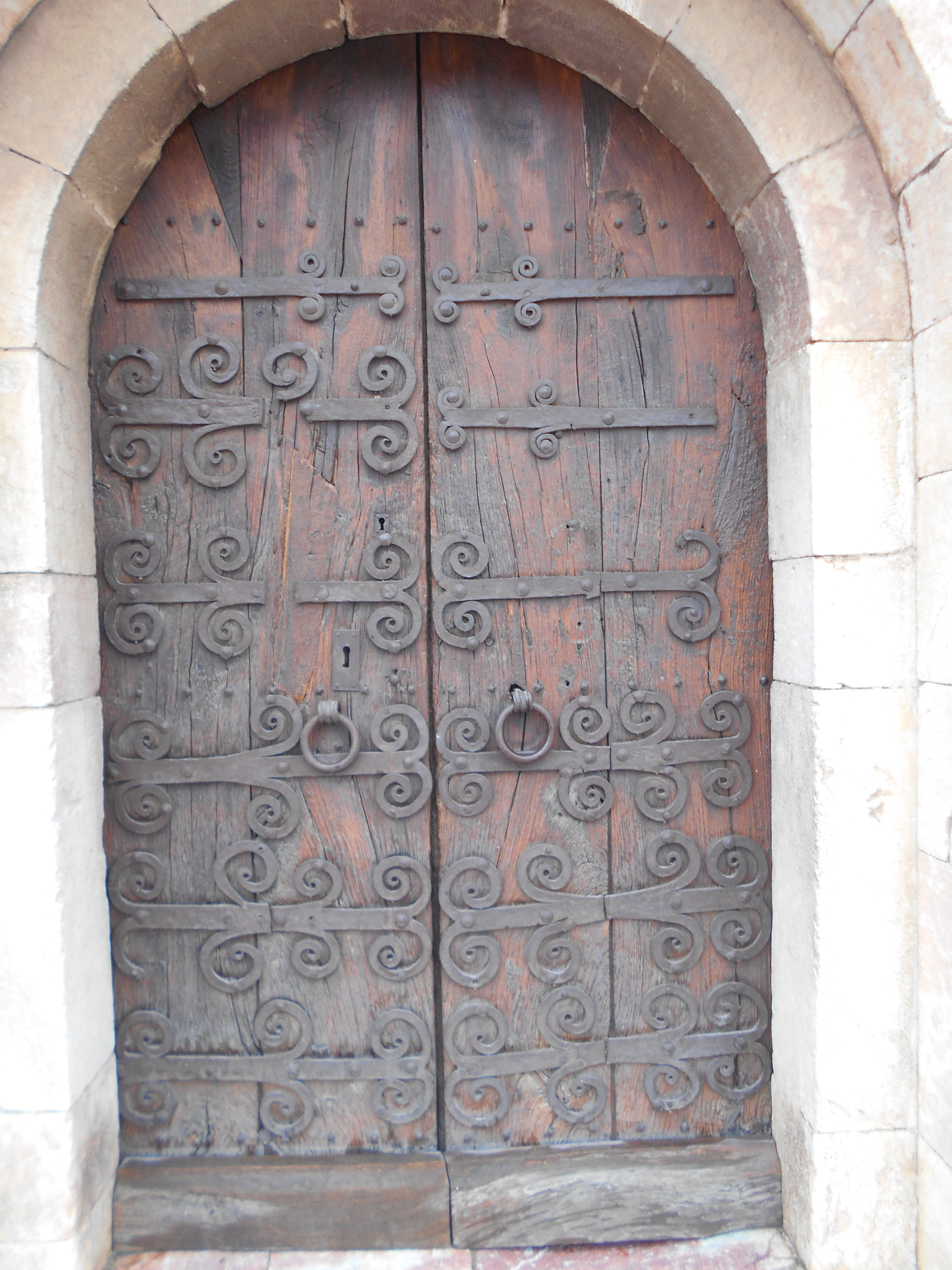
Ferramenta romànica de la porta

Encara que originalment romànica (segurament dels segles X - XI), l'església va ser completament reformada el segle xvii, i pocs elements antics en subsistiren: el campanar, de tres pisos i amb decoració llombarda, del segle xi, i els ferratges de la porta, del XII. El portal, de marbre rosat, és datat del 1628. Arrambades al mur meridional, i ocultant-lo, hi ha un seguit d'edificacions, una capella i la sagristia.

## Mobiliari
El temple conserva diversos retaules barrocs força interessants, així com dues marededéus romàniques i diversa altra imatgeria del segle xviii: tres estàtues, un retaule dedicat a sant Josep, dues imatges del Crist crucificat i una creu processional.